# We Will Be Free (Lonely Symphony)
We Will Be Free (Lonely Symphony) ist ein Lied der britischen Sängerin Frances Ruffelle aus dem Jahre 1994. Es war der Beitrag des Landes zum Eurovision Song Contest des gleichen Jahres und er erreichte dabei den zehnten Rang. Der Titel bedeutet übersetzt Wir werden frei sein (Einsame Sinfonie) und ist auch nur unter dem Namen Lonely Symphony bekannt. Geschrieben wurde das Lied von George De Angelis und Mark Dean.
Als britischer Beitrag ausgewählt wurde We Will Be Free (Lonely Symphony) am 18. März 1994 in der nationalen Vorentscheidung Song For Europe. Unter den acht Vorentscheidungstiteln, die alle von Frances Ruffelle gesungen wurden, ist das Lied mit mehr als 30.000 Stimmen Vorsprung auf das zweitplatzierte Sink or Swim gewählt worden. Beim internationalen Wettbewerb wurde das Lied als sechstes – eingebettet zwischen dem isländischen Beitrag Nætur von Sigga und Nek' ti bude ljubav sva von Toni Cetinski aus Kroatien – präsentiert. Es erhielt insgesamt 63 Punkte, als Höchstwertung zweimal die Punktzahl 8 (aus Portugal und der Schweiz) und erreichte damit Platz 10, obwohl das Lied im Vorfeld als einer der Favoriten gesehen wurde. Das Orchester wurde bei dem Beitrag von Michael Reed dirigiert.
Als B-Seite zu We Will Be Free (Lonely Symphony) war Is This a Broken Heart? enthalten. Das zugehörige Album Fragile erschien erst zwei Jahre (also 1996) nach Veröffentlichung des Liedes.